# ليغاتوس
الليغاتوس (باللاتينية: Legatus) هو منصبٌ لضابط في الجيش الروماني، يماثل بسلطته ضابطاً عادياً في الوقت الحالي. كان حامل منصب الليغاتوس أعلى رتبة من الأطربون، ومن جهةٍ أخرى فإن الرتبة التي كانت تعلوه مباشرة هي الدوكس (حاكم المقاطعة).
كان يتلقَّى أصحاب منصب الليغاتوس نسبةً ضخمةً من الغنائم التي يجمعها الجيش بعد المعارك الناجحة، ممَّا جعل المنصب مربحاً ومرغوباً، ولذا فحتى الشخصيات الهامة في المجتمع الروماني كانت تنجذب إليه (منهم على سبيل لوسيوس يوليوس قيصر الذي تطوَّع ليكون ليغاتوساً خلال الحروب الغاليّة، وهو ابن عمّ الإمبراطور الشهير غايوس يوليوس قيصر).
انتمى معظم حملة لقب الليغاتوس إلى طبقةٍ اجتماعية معيَّنة، هي طبقة أعضاء مجلس الشيوخ في روما القديمة. من جهةٍ أخرى، انقسم حملة اللقب من حيث مهامُّهم ومسؤوليَّاتهم إلى قسمين رئيسيَّين: ليغاتوس الفيلق (Legatus legionis) وهو بريتور يُمنَح مسؤولية قيادة فيلق روماني عالي الشأن، وليغاتوس المقاطعة (Legatus pro praetore) وهو قنصل يُمنَح مسؤولية إدارة مقاطعة رومانية إلى جانب صلاحيات كبيرة تشبه صلاحيات البريتور، وبالتالي كان هذا الأخير يحصل أحياناً على سلطة قيادة أربعة فيالق عسكرية أو أكثر في الآن ذاته.
بالنظر إلى ما بُيِّن أعلاه، كان الليغاتوس فعلياً هو أعلى رتبة قياديَّة في الفيالق الرومانيَّة. ولأهميته الكبيرة، فقد كان يتولى الإمبراطور ذاته مهمَّة تنصيب الليغاتوس، وعادةً ما ينصِّب لها رجلاً شغل فيما سبق منصب أطربون. خلال القرن الأول الميلادي، وضع الإمبراطور أغسطس قانوناً يقضي بأنَّه لا يمكن لرجلٍ أن يشغل منصب الليغاتوس لأكثر من عامين. إلا أنَّ الأباطرة الرومان مدَّدوا فترة الخدمة هذه لفتراتٍ تصل إلى عامين أو ثلاثة، وفعلياً، كان يمكن أن يشغل شخص واحدٌ المنصب لسنواتٍ طويلة.
عندما لا يكون ثمَّة إلا فيلق واحد في مقاطعة رومانية كاملة، فإنَّ مسؤولية إدارة هذه المقاطعة كانت تصبح جزءاً من مهامّ الليغاتوس الذي يقود الفيلق، لكن عندما كانت هناك عدة فيالق بالمقاطعة فإن إدارتها توضع بيد قيادة مستقلَّة.
تميَّز الليغاتوس بدرعٍ وخوذة فريدين، كان يمكن تمييز منصبه منهما.